# De Dion-Bouton Type I
Der De Dion-Bouton Type I ist ein Personenkraftwagen aus der Anfangszeit des 20. Jahrhunderts. Hersteller war De Dion-Bouton aus Frankreich.

## Beschreibung
Das Unternehmen entwickelte 1901 sowohl dieses Fahrzeug als auch den ähnlich konzipierten Type H. Sie sollten die Baureihe Vis-à-Vis mit Heckmotor ablösen. Eine Quelle gibt den Sommer 1901 an. Das ist soweit stimmig. Der Hersteller vergab die Typenbezeichnungen chronologisch alphabetisch. Der Type G erzielt seine Zulassung am 26. November 1900 und der Type J am 28. November 1901.
Der Hersteller wich von seiner bisherigen Konstruktion ab und montierte den Ottomotor vorne im Fahrgestell. Damit sahen die Fahrzeuge mehr wie normale Autos aus, was damals vielen Kunden wichtig war. Der Nachteil war, dass der Raum oberhalb des Motors nicht nutzbar war. Ein De-Dion-Bouton-Einzylindermotor trieb die Hinterachse an.
Es ist nicht angegeben, welchen Motor die Fahrzeuge hatten. Da der Type H den Motor mit 864 cm³ Hubraum und 8 PS Leistung hatte, ist anzunehmen, dass dieses Modell den kleineren Motor hatte, der in den nächsten Jahren vielfach eingesetzt wurde. Er hatte 90 mm Bohrung, 110 mm Hub, 700 cm³ Hubraum und 6 PS Leistung.
Der Autor Mortimer-Mégret gibt an, dass sich das Modell deutlich von den folgenden Serienmodellen unterschied. Die Lenksäule soll senkrecht angeordnet gewesen sein. Außerdem war eine Ölpumpe für die Ölzufuhr des Motors montiert.
Soweit bekannt, entstanden vier Fahrzeuge.
Der Type J kann als Nachfolger angesehen werden, sofern er den gleichen Motor hatte.